# Lèvres de pierre
Lèvres de pierre est un roman écrit en français par l'écrivaine franco-canadienne Nancy Huston publié le 22 août 2018 aux éditions Actes Sud. Il traite du génocide mené par les Khmers rouges sous le régime de Pol Pot,.

## Éditions
- Actes Sud, 2018  (ISBN 978-2-330-10867-0).